# Routledge Encyclopedia of Philosophy
La Routledge Encyclopedia of Philosophy (abreviada REP, por sus siglas en inglés) es una enciclopedia en inglés de filosofía, editada por Edward Craig que fue publicada por primera vez por la editorial Routledge en 1998 (ISBN 978-0415073103). Originalmente publicada en 10 volúmenes en papel y en un CD-ROM, en 2002 se hizo disponible en línea por suscripción. La versión de la enciclopedia en línea es actualizada de manera regular con artículos nuevos y revisiones a los artículos ya existentes. Cuenta con 1.300 colaboradores que han producido 2.000 artículos académicos.

## Versiones de un solo volumen
Se han publicado dos ediciones de un solo volumen: The Concise Routledge Encyclopedia of Philosophy, publicada por primera vez en 1999 (ISBN 978-0415223645) y The Shorter Routledge Encyclopedia of Philosophy, editada por primera vez en 2005 (ISBN 978-0415324953). 
La versión "concisa" posee el mismo número de entradas que la versión en diez volúmenes; pero en aquella versión cada entrada es el resumen del tema que precede cada artículo en la obra de diez volúmenes. La versión "más corta" tiene más de 900 artículos, cada uno de los cuales presenta una cobertura más profunda que la entrada correspondiente a la enciclopedia "concisa". 

## Ediciones
- Edward Craig, ed. (1998). Routledge Encyclopedia of Philosophy. Londres/Nueva York: Routledge, ISBN 978-0-415-07310-3.
- Edward Craig, ed. (1999). The Concise Routledge Encyclopedia of Philosophy. Londres/Nueva York: Routledge, ISBN 978-0-415-22364-5.
- Edward Craig, ed. (2005). The Shorter Routledge Encyclopedia of Philosophy. Londres/Nueva York: Routledge, ISBN 978-0-415-32495-3.